# (133250) Rubik
(133250) Rubik ist ein Asteroid des mittleren Hauptgürtels, der am 5. September 2003 von dem ungarischen Amateurastronomen Krisztián Sárneczky und der ungarischen Astronomin Brigitta Sipőcz am Piszkéstető-Observatorium (IAU-Code 561) im nordungarischen Mátra-Gebirge im Auftrag des Budapester Konkoly-Observatoriums entdeckt wurde. Mit einer absoluten Helligkeit von 19,5 mag wurde er während einer Suche nach dem Cubewano (307616) 2003 QW90 gefunden.
Die Bahn von (133250) Rubik wurde 2006 gesichert, so dass eine Nummerierung vergeben werden konnte. Der Asteroid wurde am 20. Mai 2008 nach dem ungarischen Architekten Ernő Rubik benannt, dem Erfinder des Rubik’s Cube (auf Ungarisch Rubik-kocka). Das RK aus der provisorischen Bezeichnung des Asteroiden, 2003 RK8, bot sich für diese Namensgebung an.